# Muddy River (Birch Creek)
Der Muddy River (englisch für „schlammiger Fluss“) ist ein 87 Kilometer langer linker Nebenfluss des Birch Creeks im US-Bundesstaat Alaska.

## Verlauf
Der Muddy River bildet den Abfluss des Lake Minchumina. Er verlässt den See an dessen südöstlichen Ufer. Von rechts mündet ein Flussarm des Foraker Rivers, der zum Großteil den Lake Minchumina speist, in den Muddy River. Dieser fließt anfangs nach Nordosten, später nach Süden durch eine Seenlandschaft der Tanana-Kuskokwim-Niederung. Dabei weist der Fluss ein stark mäandrierendes Verhalten auf. Schließlich mündet der Muddy River in den Birch Creek, zwei Kilometer oberhalb dessen Vereinigung mit dem McKinley River zum Kantishna River.